# SN 2007dv
SN 2007dv – supernowa typu Ia odkryta 4 maja 2007 roku w galaktyce A140051+2257. W momencie odkrycia miała maksymalną jasność 19,00m.